# سیاه و سفید (فیلم ۱۹۹۹)
سیاه و سفید (انگلیسی: Black and White) یک فیلم سینمایی آمریکایی در ژانر جنایی و درام محصول سال ۱۹۹۹ به کارگردانی و نویسندگی جیمز توباک است.

## بازیگران
- جرد لتو
- اسکات کان
- رابرت داونی جونیور
- استیسی ادواردز
- آلن هوستون
- جو پانتولیانو
- بیجو فیلیپس
- کلودیا شیفر
- ویلیام لی اسکات
- بروک شیلدز
- بن استیلر
- ادی کی توماس
- الیجاه وود
- مایک تایسون
- گبی هافمن
- متد من
- برت راتنر